# بالتاسار جراثيان
بالتاسار جراثيان أي مورالس (بالإسبانية: Baltasar Gracián) كاتب إسباني ينتمي للعصر الذهبي في إسبانيا، والذي تخصص في النثر التعليمي والفلسفي. ولد جراثيان في بيلمونتي دي غراثيان، قلعة أيوب في أراغون في 8 يناير 1601. وتبرز روايته كريتيكون، والتي تقدم صورة رمزية عن حياة الإنسان والتي نشرت في ثلاثة أجزاء 1651 و1653 و1657، من بين أعماله الهامة في الأدب الإسباني والذي لا يقل في جودته ويمكن مقارنته مع رواية الكيخوطي وكوميديا لا ثلستينا. وتوفي في في 6 ديسمبر 1658.

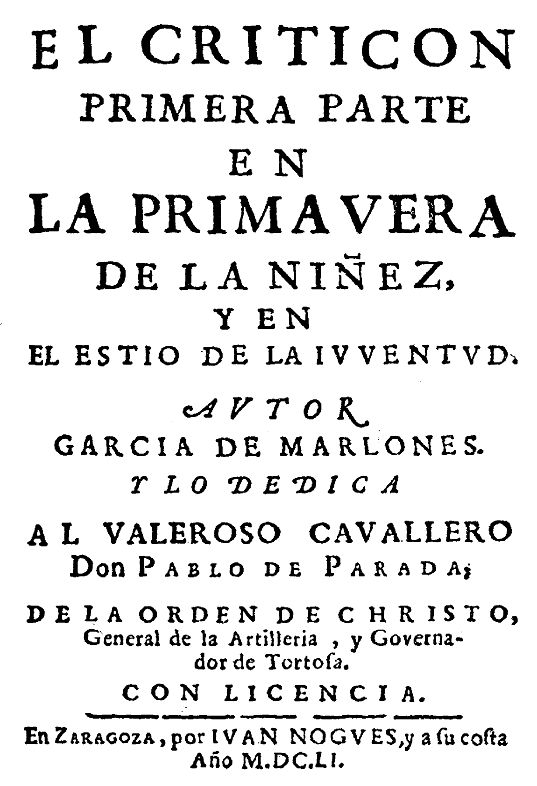
غلاف رواية الكريتيكون

## وصلات خارجية
- بالتاسار جراثيان على موقع الموسوعة البريطانية (الإنجليزية)